# Acantharctia metaleuca
Acantharctia metaleuca là một loài bướm đêm thuộc phân họ Arctiinae, họ Erebidae.